# Strychnos cathayensis
Strychnos cathayensis là một loài thực vật có hoa trong họ Mã tiền. Loài này được Merr. miêu tả khoa học đầu tiên năm 1934.